# Calamotropha lempkei
Calamotropha lempkei là một loài bướm đêm trong họ Crambidae.